# فينيسيوس كيروش
فينيسيوس كيروش هو فنان قتال مختلط برازيلي، ولد في 29 أغسطس 1983 في كوريتيبا في البرازيل.

## وصلات خارجية
- فينيسيوس كيروش على موقع يو إف سي (الإنجليزية)
- فينيسيوس كيروش على موقع بيلاتور (الإنجليزية)
- فينيسيوس كيروش على موقع شيردوغ (الإنجليزية)
- فينيسيوس كيروش على موقع Tapology.com (الإنجليزية)
- فينيسيوس كيروش على موقع IMDb (الإنجليزية)